# Liste der Museen im Bezirk Innsbruck-Land
Die Liste der Museen im Bezirk Innsbruck-Land gibt einen Überblick über aktuelle und ehemalige Museen im Bezirk Innsbruck-Land in Tirol.

## Aktuelle Museen
| Gemeinde              | Name                                 | Kurzbeschreibung | gegründet/ eröffnet | Träger                                                      | Standort               | Bild           | Link |
| --------------------- | ------------------------------------ | --- | ------------------- | ----------------------------------------------------------- | ---------------------- | -------------- | ---- |
| Absam                 | Gemeindemuseum Absam                 | Das Museum zeigt Objekte zu Geschichte und Wirtschaft sowie Sommer- und Wintersport | 2010                | Gemeinde Absam                                              | Gasthof Kirchenwirt    |                |      |
| Absam                 | Matschgerer Museum                   | Das Museum im ehemaligen Feuerwehrhaus zeigt an die 200 Masken der Absamer Fasnachtsfiguren Matschgerer, Matschgererkostüme, Fotos und weitere Objekte rund um das Thema Fasnacht. | 1987                |                                                             | Stainerstraße          |                |      |
| Birgitz               | Rätermuseum Hohe Birga               | Das Museum dokumentiert mit Funden von den Ausgrabungen der Hohen Birga und einer Rekonstruktion eines rätischen Hauses, wie die Lebenswelt der damaligen Bevölkerung aussah. Ein Bodenprofil verdeutlicht die Entstehung der Siedlung. | 2013                | Verein Archäotop Hohe Birga                                 | Gemeindeamt Birgitz    | weitere Bilder |      |
| Fulpmes               | Schmiedemuseum Fulpmes               | Das Museum zeigt eine funktionstüchtige Schmiede mit einer Schleifmaschine von 1812 und einem Schmiedehammer von 1836 sowie Erzeugnisse der Stubaier Werkzeugindustrie wie Werkzeuge, Schlösser, Besteck, Pickel, Steigeisen, Eisschrauben | 1970                |                                                             | Fachschulstraße        |                |      |
| Fulpmes               | Tiroler Krippenmuseum                | Das Museum bietet Einblicke in die Entstehungsgeschichte, die Volkskultur und die Techniken des Krippenbaus und zeigt unter anderem Krippen der alten Meister, Künstlerkrippen, Eigenarbeiten der Krippenfreunde, die berühmte begehbare"Holzmeister Krippe" und das Kirchenkrippen-Labyrinth.                                                          | 2008                | Stubaier Museumsgesellschaft                                | Bahnstraße             |                |      |
| Gschnitz              | Mühlendorf Gschnitz                  | Das Freilichtmuseum zeigt eine mit Wasserkraft betriebene Schmiede und eine Getreidemühle sowie mehrere andere Handwerksstätten und Almhütten. |                     |                                                             | Obertal                | weitere Bilder |      |
| Hall in Tirol         | Bergbaumuseum                        | Das Museum gibt in einem künstlich angelegte Stollen, der dem Salzbergbau im Halltal nachgebaut ist, einen Einblick in die Geschichte der Salzgewinnung. Es zeigt unter anderem Schächte, Werkzeuge, Mineralien und eine Rutschbahn. | 1929                | Tourismusverband Region Hall-Wattens                        | Fürstengasse           |                |      |
| Hall in Tirol         | Klocker Museum                       | Das Museum zeigt mit wechselnden Schwerpunkten die von Wolfgang und Emmy Klocker begründete Privatsammlung österreichischer Kunst nach 1945. |                     | Komm.Rat Dr. Hans Klocker und Dr. Wolfgang Klocker-Stiftung | Unterer Stadtplatz     |                |      |
| Hall in Tirol         | Lener Friseur-Museum                 | Das Museum dokumentiert die Entwicklung des Friseurhandwerkes seit 100 Jahren und zeigt Waschbecken, Onduliereisen, Haarschneidemaschinen, Dauerwellengeräte, Rasierutensilien, Perückenherstellung. | 2006                | privat                                                      | Schulgasse             |                |      |
| Hall in Tirol         | Medizinhistorische Sammlung SALUTEUM | Das Museum zeigt Objekte, die im weiteren Sinne der Gesundheit des Menschen, der Medizin und den Gesundheitsberufen zuordenbar sind. | 2006                | Medizinhistorischer Verein Freundeskreis Pesthaus           | Landeskrankenhaus Hall | weitere Bilder |      |
| Hall in Tirol         | Münze Hall                           | Das Museum in der Burg Hasegg, die von 1567 bis 1809 die Haller Münze beherbergte, zeigt Silbermünzen, Maschinen und Werkzeuge für die Münzherstellung, darunter eine Nachbildung einer in Hall entwickelten Walzenprägemaschine im Betrieb. | 2003                |                                                             | Burg Hasegg            | weitere Bilder |      |
| Hall in Tirol         | Museum Stadtarchäologie              | Das Museum illustriert mit Grabungsfunden, die überwiegend aus Latrinen stammen, mittelalterliche und frühneuzeitliche Alltagskultur und den langen Weg vom Grabungsfund zum Ausstellungsstück. Der Museumsbesuch ist in den Rundgang durch die Münze Hall integriert.                                                                                  | 2008                |                                                             | Burg Hasegg            |                |      |
| Hall in Tirol         | Stadtmuseum Hall in Tirol            | Das Haller Stadtmuseums zeigt zahlreiche Exponate zur Geschichte der Stadt, unter anderem aus der Sammlung von Florian Waldauf, dem Damenstift und der Jesuitenkirche. Stadtansichten dokumentieren den Wandel der Zeiten in Hall. | 1979                | Stadtgemeinde Hall in Tirol                                 | Burg Hasegg            | weitere Bilder |      |
| Leutasch              | Ganghofermuseum                      | Das in der alten Dorfschule untergebrachte Museum dokumentiert die Dorfgeschichte, das Leben und Arbeiten aus früherer Zeit, die Jagd und das Leben des Schriftstellers Ludwig Ganghofer, der fast zwanzig Jahre in der Leutasch wohnte. | 1999                | Gemeinde Leutasch                                           | Kirchplatzl            |                |      |
| Mutters               | Artur Nikodem Museum                 | Das Museum zeigt eine Auswahl aus dem fotografischen Werk des Tiroler Künstlers Artur Nikodem (1870–1940) sowie Handzeichnungen, persönliche Gegenstände des Künstlers, Autographen und einige Skizzen zu Gemälden. | 2012                | Verein Artur Nikodem Museum                                 | Kirchplatz             | weitere Bilder |      |
| Neustift im Stubaital | Heimatmuseum Neustift                | Das Museum zeigt landwirtschaftliche Geräte zur Heu- und Kornernte und der Viehwirtschaft sowie Arbeitsgeräte aus Haus und Hof und dokumentiert das Handwerk der Stör-Schuster, Weber, Tischler und Schindelmacher. | 2000                | Kultur- und Heimatmuseumsverein Neustift                    | Kampl                  |                |      |
| Oberhofen im Inntal   | Heimatmuseum Oberhofen               | Das Museum dokumentiert die Dorfgeschichte und Leben in Oberhofen unter anderem mit Unterrichtsmitteln der alten Schule, einer Sitzgruppe aus dem ehemaligen Dorfgasthaus, Geräten aus dem bäuerlichen Lebens- und Arbeitsbereich, Handwerksgeräten, archäologischen Fundstücken aus vorrömischer Zeit, Zeitungen und Fotos.                            | 1986                | Gemeinde Oberhofen                                          | Franz-Mader-Straße     |                |      |
| Oberperfuss           | Anich-Hueber-Museum                  | Das Museum dokumentiert Leben und Werk des Kartographen Peter Anich (1723–1766) und seines Schülers und Mitarbeiters Blasius Hueber (1735–1814) und zeigt technische Geräte, Globen, Karten, Dokumente und Bildmaterial. | 1946                | Gemeinde Oberperfuss                                        | Riedl                  | weitere Bilder |      |
| Scharnitz             | Museum Holzerhütte                   | Das Museum in einem aus dem Gleirschtal an die Isar translozierten Blockhaus dokumentiert das Leben der Waldarbeiter, die in dieser Hütte wohnten und von dort aus ihre Tätigkeiten verrichteten. Gezeigt werden neben Informationspanelen, altem Werkzeug und anderem auch Videos mit Berichten von Zeitzeugen.                                        | 2018                | Naturpark Karwendel                                         | Hinterautalstraße      |                |      |
| Steinach am Brenner   | BBT Tunnelwelten                     | Das Museum dokumentiert die Geschichte des historischen Brennerpasses und gibt einen Überblick über das Bauprojekt Brennerbasistunnel., technische Vorgangsweisen im Tunnelbau sowie Geologie, Flora und Fauna der Alpen. | 2017                |                                                             | Alfons-Graber-Weg      | weitere Bilder |      |
| Telfs                 | Bergbauernmuseum Ropferstub'm        | Das Museum im Landgasthof Ropferhof gibt mit rund 70 Sammelstücken Einblicke in das Bergbauernleben im 19. und 20. Jahrhundert. | 2007                | privat                                                      | Buchen                 |                |      |
| Telfs                 | Fasnacht- und Heimatmuseum Telfs     | Das Museum im Kulturzentrum Noaflhaus zeigt Fastnachtsfiguren und dokumentiert das Schleicherlaufen. Die heimatkundliche Abteilung präsentiert archäologische Keramik- und Bronzefunde aus der Urnenfelderkultur, der Eisen- und Römerzeit sowie Exponate aus dem landwirtschaftlichen, handwerklichen und industriellen Arbeitsumfeld.                 | 2000                | Verein Heimatbund Hörtenberg                                | Untermarktstraße       |                |      |
| Telfs                 | Feuerwehrmuseum Telfs                | Das Museum im Katastrophenhilfszentrum zeigt mehrere hundert Ausrüstungsgegenstände der Freiwilligen Feuerwehr Telfs, darunter Spritzenfahrzeuge, Pumpen, Werkzeuge, Bekleidung, Schutzgeräte und historische Dokumente. | 2005                | Freiwillige Feuerwehr Telfs                                 | Dr.-Klaus-Ebner-Weg    |                |      |
| Telfs                 | Sepp-Schwarz-Museum                  | Das Museum in der Villa Schindler zeigt etwa 40 Bildwerke des Künstlers Josef Schwarz (1917–2013), der seit 1946 in Telfs lebte und als Kunsterzieher arbeitete. | 2013                | Marktgemeinde Telfs                                         | Obermarktstraße        |                |      |
| Thaur                 | rundum Thaur                         | Der Schauraum neben der Romediuskirche dokumentiert 6000 Jahre Siedlungsgeschichte mit den Schwerpunkten steinzeitliche Siedlung und mittelalterliche Anlage, die Geschichte der benachbarten Burgruine Thaur sowie das Leben des Dorfheiligen Romedius.                                                                                                | 2018                | Geschichtsverein Chronos                                    | Schloßgasse            |                |      |
| Volders               | Freilichtmuseum Himmelreich          | Das Museum zeigt die Grundmauern der ausgegrabenen Häuser der Rätersiedlung Himmelreich. Die Kubaturen der Häuser sind durch Gestelle aus gerostetem Stahl markiert. Informationstafeln geben in Kurzform einen Überblick über die Geschichte der Siedlung.                                                                                             | 2009                | Museumsverein Wattens-Volders                               | Wald Himmelreich       | weitere Bilder |      |
| Völs                  | Museum Thurnfels                     | Das Museum im historischen Gemeindehaus, dem früheren Ansitz Thurnfels (Turm zu Völs), zeigt archäologische Funde aus Völs von der Steinzeit über die Bronzezeit bis zur spätrömischen Zeit, darunter Waffen, Grabbeigaben, Urnen, Keramik und en Laufgewicht einer römischen Schnellwaage.                                                             | 2000                | Marktgemeinde Völs                                          | Dorfstraße             | weitere Bilder |      |
| Wattens               | Museum Wattens                       | Das Museum zeigt Funde aus der Rätersiedlung Himmelreich und dokumentiert die Industriegeschichte des Ortes sowie das Alltagsleben der letzten 150 Jahre. | 2018                | Marktgemeinde Wattens                                       | Innsbrucker Straße     | weitere Bilder |      |
| Wattens               | Schreibmaschinenmuseum Wattens       | Das Museum zeigt über 450 voll funktionsfähige Modelle aus der Entwicklung der Schreibmaschine und umfasst den Zeitraum von 1884 bis in die Gegenwart. Schnittmodelle ermöglichen den Einblick in die Funktion. | 2002                | Marktgemeinde Wattens                                       | Andrä-Angerer-Gasse    | weitere Bilder |      |
| Wattens               | Swarovski Kristallwelten             | Das Museum präsentiert in 18 Wunderkammern mit jeweils unterschiedlichen thematischen Schwerpunkten Interpretationen des Themas „Kristall“ durch renommierte Künstler, Designer und Architekten. | 1995                | D. Swarovski                                                | Kristallweltenstraße   | weitere Bilder |      |
| Wildermieming         | Krippenherberge Wildermieming        | Das Museum zeigt Krippen verschiedenster Art: Großkrippen, Tiroler Krippen, Orientalische Krippen, Fastenkrippen, Herbergsuche, Verkündigung an die Hirten und andere. | 2015                | Krippenverein Wildermieming                                 | Affenhausen            |                |      |
| Zirl                  | BilderRahmenMuseum Hofinger          | Das Museum auf dem Firmengelände dokumentiert anhand zahlreicher Objekte die Kulturgeschichte des Bilderrahmens. In den Werkstätten kann beim „Rahmen“ zugeschaut werden, wozu auch Restaurierung, Vergoldung, Passepartout schneiden und Verglasung zählt.                                                                                             | 2019                | Matthias Hofinger BilderRahmen                              | Bahnhof Umgebung       |                |      |
| Zirl                  | Heimat- und Krippenmuseum Zirl       | Das Museum hat die Schwerpunkte Volksfrömmigkeit, Krippensammlung, sakrale Kunst, Alltagsgegenstände, Handwerkzeug, Geschichte der Gemeinde Zirl – archäologische Fundstücke aus der Umgebung, Weltkriege, regionale Persönlichkeiten, Schulwesen, Münzen („Archengeld“), Bekleidung (Trachten, Uniformen), Fotografien und Bilder aus der Ortschronik. | 1977                | Marktgemeinde Zirl                                          | Dorfplatz              |                |      |

## Ehemalige Museen
| Gemeinde            | Name                            | Kurzbeschreibung | gegründet/ eröffnet | geschlossen/ aufgelöst | Träger | Standort      | Bild | Link |
| ------------------- | ------------------------------- | --- | ------------------- | ---------------------- | ------ | ------------- | ---- | ---- |
| Scharnitz           | Seefelder Museum Heinz Strasser | Das Museum zeigte die Sammlung von Heinz Strasser aus Seefeld mit den Themenschwerpunkten Wintersport, Handwerke, Arztpraxis, Hausrat, Dorfgeschichte, Persönlichkeiten aus dem Ort, Bergbau, Foto- und Postkartensammlung. |                     |                        |        | Gießenbach    |      |      |
| Steinach am Brenner | Alfons-Graber-Museum            | Das Museum entstand aus einer Schenkung von 100 Gemälden des Tiroler Malers Alfons Graber. Neben den Gemälden waren auch 25 Graphiken Grabers zu sehen.                                                                     | 1990                | 2017                   |        | Brennerstraße |      |      |